# (11598) Kubík
(11598) Kubik es un asteroide perteneciente al cinturón de asteroides, descubierto el 22 de julio de 1995 por Lenka Šarounová desde el Observatorio de Ondřejov, Ondřejov, República Checa.

## Designación y nombre
Designado provisionalmente como 1995 OJ. Fue nombrado por el hermano de la descubridora, Jakub Šaroun (n. 1974), quien es un talentoso músico y fotógrafo aficionado. Este planeta menor recibe su nombre con motivo de su 25 cumpleaños.

## Características orbitales
Kubik está situado a una distancia media del Sol de 2,344 ua, pudiendo alejarse hasta 2,754 ua y acercarse hasta 1,933 ua. Su excentricidad es 0,175 y la inclinación orbital 3,085 grados. Emplea 1310,50 días en completar una órbita alrededor del Sol.
Pertenece a la familia de asteroides de (135) Hertha.

## Características físicas
La magnitud absoluta de Kubik es 15,07.